# Erich Martin Richard Hering
Erich Martin Richard Hering est un entomologiste allemand, né le 10 novembre 1893 à Heinersdorf et mort le 18 août 1967.

## Biographie
Il est le fils de Richard Hering et d’Amalie née Boedewig. Il devient instituteur et enseigne d’abord dans des écoles primaires. Gravement blessé durant la Première Guerre mondiale, il profite de son long séjour à l’hôpital pour étudier et passe son baccalauréat. Il noue alors des contacts avec la section entomologique du musée d'histoire naturelle de Berlin. Après l’obtention de son doctorat, il obtient un poste d’assistant au Muséum en 1921, avant de devenir conservateur en 1926 et professeur en 1932. Jusqu’en 1957, il dirige en outre la section consacrée aux lépidoptères. Il se marie en 1930 avec Xenia von Stryk dont il aura deux enfants.
Hering fait paraître de nombreuses publications, plus de quatre cents. Il se consacre essentiellement aux espèces mineuses de la famille de Tephritidae (syn. Trypetidae) et Agromyzidae et travaille principalement sur leurs aspects taxinomiques et écologiques. Il décrit plus de deux mille taxons.
Il lègue sa collection au musée de Berlin, riche de 2 400 espèces et de 425 types. Hering fait partie de la Commission internationale de nomenclature zoologique. Il est le secrétaire général du Congrès international d’Entomologie de Berlin de 1938.

## Source
- H.J. Hannemann (1968). Erich Martin Richard Hering (1893-1967), Journal of the Lepidopterist’s Society, 22 (2) : 123-124. Pdf